# Église Saint-Apollinaire de Bolland
L'église Saint-Apollinaire est un édifice religieux catholique sis à Bolland, dans la province de Liège en Belgique.  Construite de 1714 à 1717, et classée au patrimoine de Wallonie depuis 1934, l’église est lieu de culte de la communauté catholique locale.

## Histoire
Commencée en 1714 la construction de l’église dura trois ans. Le curé de l’époque, Antoine de Sarémont en est lui-même l’architecte. 

## Description extérieure
Excentrée par rapport au village et voisine du château (du côté oriental), l’église est en bordure du ruisseau éponyme. Vaste et bien proportionnée elle est entourée de son cimetière. Sur plan de croix latine l’église est d’une seule nef.  Elle est dédiée à saint Apollinaire, premier évêque de Ravenne  (Italie).
Le clocher, haut de 42 mètres (avec la flèche) est divisé en quatre étages de moellons séparés par des bandeaux de pierre calcaire, les angles étant également en pierre calcaire. La flèche est légèrement bulbeuse. Dix grandes baies vitrées éclairent l'intérieur de l’église, les deux du sanctuaire étant plus hautes que les huit autres.

## Description intérieure
- le maître-autel en bois, avec ses quatre colonnes à chapiteaux corinthiens dorés, est haut de quatorze mètres. Il est œuvre de Cornélis Vander Veken, disciple de Jean Del Cour. Son retable  illustrant la ‘Montée au Calvaire’ – œuvre d'Englebert Fisen - est flanqué de deux statues monumentales de la Vierge-à-l'Enfant (à gauche) et saint Apollinaire (à droite). À son sommet un Christ en croix entouré de deux anges polychromes et les armoiries des familles de Lannoy et des Bocholt. À sa base, le présentoir du Saint-Sacrement portant le chronogramme: 'Vere agnVs oCCIsVs ab orIgIne MVnDI' (donnant la date: 1724) et un tabernacle sculpté.
- Dans le pourtour de la nef les lambris, tous décorés de sculptures appliquées, tapissent les murs intérieurs. Ils sont interrompus par le tambour d'entrée, les deux confessionnaux galbés avec les effigies de saint Pierre sur l'un, de sainte Marie-Madeleine sur l'autre.
- La chaire de vérité dont les cinq panneaux de la cuve sont décorés par la sainte Face de Jésus et les visages et emblèmes des quatre évangélistes.
- Deux bancs de communion comportent des évocations symboliques liées à l'eucharistie (gerbes de blé, pélicans, grappes de raisin). Dans la nef: vingt-huit bancs aux accoudoirs sculptés de motifs différents.
- A la tribune, bordée d’une élégante balustrade illustrée de motifs végétaux et d‘instruments de musique, se trouve un orgue historique anonyme du XVIIIe siècle de vingt-trois jeux, dont les trois les plus anciens sont du 17e et proviennent du château de Clervaux (famille de Lannoy). Rendu à son état homogène du XVIIIe siècle, l'orgue fut à nouveau inauguré en novembre 1982[2].
- Le chemin de croix est composé de quatorze tableaux de grand format ; il a été placé en 1737.
- quatre grands tableaux provenant du couvent des Récollets (fondé à Bolland en 1624) ornent le mur : la fuite en Égypte, la sainte Famille à Nazareth, Jésus apparaissant à Marie-Madeleine après sa résurrection, et Jésus et les disciples d'Emmaüs.
- Les deux autels latéraux sont de style Louis XIII. Celui de gauche, datant de 1624, est surmonté d’une toile représentant la Vierge Marie apparaissant à saint Nicolas, sainte Barbe et sainte Catherine (le château de Bolland y apparait dans le paysage de fond). Au dessus de l'autel de droite (daté de 1643) une toile représentant sainte Anne.
- Quelques pierres tombales : celle de Jean d'Eynatten, mort en 1510, et de Marie de Brandenberg, morte en 1534, sont dressée contre le mur en face de l'autel latéral gauche et surmontée d'un tableau situé dans le transept nord représentant Anne-Thérèse de Lannoy-Clervaux née baronne de Bocholtz, bienfaitrice de l'église[3]. La pierre tombale du curé Antoine de Sarémont se trouve dans le porche.
- une cuve baptismale en marbre du XVe siècle et un buste reliquaire de saint Apollinaire.